# Ян Цзи
Ян Цзи ((спрощ.: 杨紫; піньїнь: Yáng Zǐ), також відома як Енді Янг) — китайська акторка та співачка. Вона закінчила Інститут перформансу Пекінської кіноакадемії у 2014 році. У 2016 році газета Southern Metropolis Daily вибрала Ян як одну з чотирьох данових актрис покоління після 90-х (90后四小花旦).
Ян відома своїми ролями у фільмах «Вдома з дітьми» (2005), «Битва при Чанші» (2014), «Ода до радості» (2016), «Благородні прагнення» (2016), «Попіл кохання» (2018), «Вперед, кальмари!» (2019), «Клятва кохання» (2022) і «Безсмертна самсара» (2022). У 2017 році Ян зайняла 73 місце в рейтингу Forbes China Celebrity 100, 24 місце в 2019 році, 13 місце в 2020 році та 8 місце в 2021 році.

## Молодість і освіта
Ян народився як Ян Ніао 6 листопада 1992 року в районі Фаншань, Пекін, Китай. Її батько Ян Юньфей був пожежником, який працював у аварійно-рятувальній службі та ліквідації наслідків стихійних лих, а мати Ма Хайян була домогосподаркою. Батько назвав її Ян Ніао, щоб побажати Китаю успішної заявки на Олімпіаду .  З раннього дитинства батьки супроводжували її на різні прослуховування через її любов до акторської майстерності. Вона вперше знялася у Ru Chi Chu Shan у віці 6 років .
Ян навчався в Пекінській початковій школі Фаншань району Сінчен і Пекінській середній школі № 55 . У 2010 році її прийняли до Пекінської кіноакадемії . Вона закінчила Пекінську кіноакадемію 22 травня 2014 року за фахом «перформанс».

## Кар'єра

### 1999—2006: Початок та зростання популярності
У 1999 році Ян дебютувала як акторка, зігравши Чжоу Ціонг у фільмі «Ру Сі Чу Шань». У 2002 році Ян зіграла другорядну роль маленького Консорта Донго в епопеї Сяочжуан . У травні 2004 року Ян дебютувала на великому екрані в молодіжному романтичному фільмі «Щоденник дівчини», зігравши Ран Доньян, ученицю початкової школи. Вона отримала номінацію на найкращу дитячу чоловічу роль на Tongniu Film Awards за свою гру у фільмі.
У 2005 році Ян здобула популярність, зігравши Ся Сюе в популярному в Китаї ситкомі «Вдома з дітьми». Під час трансляції в Китаї серіал посів перше місце в рейтингах, а також отримав нагороду за найкращий телевізійний серіал (для дітей) на Flying Apsaras Awards і Golden Eagle Awards . Відтоді Ян стала відомою у Китаї. У березні вона зіграла маленьку Бін Юе в історичній костюмованій драмі Young Kangxi. У 2006 році вона повторила свою роль Ся Сюе в сиквелі " Дім з дітьми 2 ", але наступних частинах не повернулась до своєї ролі.

### 2008—2013: Перехід до підліткових ролей
У червні 2008 року Ян випустила свій перший сольний альбом під назвою « Home with Snow», який названо на честь свого персонажа з " Home with Kids ". У 2009 році Ян озвучила Ма Сяотяо в комедійному анімаційному серіалі Mo's Mischief: Teacher's Pet, адаптованому з однойменного циклу дитячої літератури Ян Хуньїна . У тому ж році Ян зіграла свою першу головну роль в молодіжній драмі « Дівчина мчить вперед» .
У 2010 році Ян знялась в драмі про дружбу «Щоденник хлопчика» . Потім її прийняли до Інституту перформансу Пекінської кіноакадемії . У лютому 2011 року вона знялася в сімейній драмі " Любов стукає в двері " за мотивами роману " Мачуха " Гелінга Яна . Її роль підлітка-бунтарки дозволила їй успішно позбутися іміджу «дитини-зірки».

У травні 2012 року Ян знялася в медичній драмі " Серце ангела ", де зіграла добродушну медсестру. У серпні вона зіграла головну роль у містичному трилері жахів " Наполегливість " і виграла нагороду «Найкращий новачок» на 14-й церемонії вручення премії « Золотий Фенікс» . Вона також виконала музичну пісню «The Quiet Rubble» для фільму. У лютому 2013 року Ян зіграв головну роль у комедійній драмі " Король Руж " і виконав саундтрек до драми під назвою «Квітучий Рум'ян». У квітні того ж року вона зіграла в сімейній драмі " Тато повертається додому ". У серпні вона знялась в головній ролі у романтичній драмі " Квіти в тумані " за сценарієм відомого тайванського письменника Чіунг Яо .

### 2014—2017: Зростання популярності та прорив
У березні 2014 року Ян зіграла головну роль у своїй першій військовій драмі "Битва за Чанша ", режисером якої став лауреат премії « Магнолія» Конг Шенг. Дія серіалу відбувається на тлі битви під Чанша в 1939 році під час Другої світової війни . Ян зіграла роль Ху Сянсян, медсестри в польовому госпіталі з різними темпераментами від яскравого та жвавого дівочого віку до того, як стала дружиною та матір'ю. Серіал мав успіх у критиків і був визнаний найкращою драмою 2014 року на головному потоковому веб-сайті Douban після трансляції на CCTV-8, починаючи з середини липня 2014 року. У травні Ян приєднався до другого сезону надихаючого молодіжного реаліті-шоу « Ми молоді» як постійний актор.
У квітні 2015 року Ян приєдналася до туристичного реаліті-шоу Dragon TV « Сестри над квітами» і стала постійною учасницею акторського складу. У серпні вона знялася в молодіжному романтичному фільмі " Де всі часи ". У жовтні Ян зіграла головну роль у драматичній драмі Yangko Dance, яка є історією, натхненною народним танцем Haiyang Yangge, яка розповідає про чоловіка, який потрапляє в складну сім'ю, кохання та помсту. Протягом 21 дня після трансляції серіал став чемпіоном у першому рейтингу провінційного телебачення на Jiangsu Television і Tianjin TV, утримуючи топ-5 позицій до кінця трансляції, і він досяг 10 мільярдів переглядів онлайн. Зображення добросердечної та патріотичної дівчини, виконане Янгом, отримало позитивні відгуки. Того ж місяця вона знялася в загадковому веб-серіалі жахів "Перевізник ".

У квітні 2016 року Ян зіграла головну роль у столичній мелодрамі " Ода до радості ", в якій розповідається про п'ятьох молодих жінок, які походять з різних соціальних верств населення та освіти, але мають спільну мету. Серіал отримав визнання критиків і комерційний успіх, а Ян отримала широке визнання завдяки ролі Цю Інін, простодушної дівчини з маленького містечка. За свою гру Ян була номінована на нагороду за найкращу жіночу роль на китайській телевізійній премії «Золотий орел» і нагороду за найкращу жіночу роль другого плану на 23-му Шанхайському телевізійному фестивалі . У червні вона знялася в міській мелодрамі " Ідеальне весілля ", де зіграла роль весільного організатора. У липні того ж року вона зіграла Лу Сюеці, одну з двох героїнь у серіалі " Благородні прагнення ", телесеріалі, адаптованому за романом «Сянься» Чжу Сянь . Драма мала комерційний успіх і зібрала 23 мільярдів переглядів онлайн, найвищий рекорд китайської драми на той час. В результаті Ян отримала більшу популярність і була номінована на 22-й церемонії вручення премії Huading як найкраща актриса в категорії стародавньої драми за її гру. У серпні вона знялася у фільмі Crying Out in Love, заснованому на любовному романі Закоханий Сократ японського письменника Кьоїчі Катаями . У грудні вона повернулася в другому сезоні Noble Aspirations як Лу Сюеці.
27 січня 2017 року Ян вперше вийшла на сцену весняного фестивалю CCTV і виконала першу пісню «Beautiful Youths of China» разом зі своїми сестрами з Ode to Joy і TFBoys . У травні вона знялася в історичній романтичній комедійній драмі «Легенда про Дракон Перл» . Ян повторила свою роль Цю Інін у другій частині " Оди до радості ".

### 2018—2020: Основне визнання
15 лютого 2018 року Ян відвідала весняний фестиваль CCTV і виконала комедійну сценку під назвою «До ваших послуг» з Лінь Юнцзянь, Лі Мінкі та Дай Чунжун . У квітні вона зіграла гостьову роль в міській драмі " Жінки в Пекіні ". Потім вона приєдналася до другого сезону китайського молодіжного вар'єте Give Me Five як постійний учасник. У липні вона зіграла головну роль у фантастичній романтичній драмі "Доля білої змії ", заснованій на відомій китайській народній казці . Зображення Яном невинного та наївного зміїного духу; а також її озвучення персонажа отримали позитивні відгуки. У серпні Ян знялася в фантастичній романтичній драмі "Попіл кохання ", зігравши невинну та жваву казкову дівчину. Серіал мав комерційний успіх, перевищивши як телевізійні, так і веб-рейтинги; і отримав позитивні відгуки. Янг отримала визнання за свою акторську гру та пережила новий висоту популярності. 26 листопада вона приєдналася до короткометражного короткометражного спеціального проекту Sina Entertainment наприкінці року «The Most Beautiful Performance».
4 лютого 2019 року Ян виконала комедійну сценку під назвою «Платформа» на весняному фестивалі CCTV з Шан Даціном, Лі Веньці, Хуан Сяоцзюнем і Тун Давей . У липні вона знялася в кіберспортивній романтичній комедійній драмі Go Go Squid!, який грає талановитого комп'ютерника, який також є популярним онлайн-співаком. Драма очолила телевізійні рейтинги та була трансльована понад 9,6 мільярд разів у своєму часовому проміжку та отримав похвалу за передачу позитивних і надихаючих повідомлень, таких як прагнення до мрій, а також патріотизм. Успіх Go Go Squid підтвердив популярність Янга. Вона отримала нагороду за найкращу жіночу роль у категорії сучасної драми на 26-й церемонії вручення нагород Huading Awards за свою гру. Вона також заспівала завершальну пісню драми під назвою «Milk Bread», яка посіла 2 місце в Billboard China Social Chart. Потім вона приєдналася до третього сезону кулінарного реаліті-шоу " Китайський ресторан 3 " як звичайна учасниця. У серпні Ян знялася у фільмі-катастрофі «Найсміливіша» в ролі дружини пожежника, касові збори фільму склали 1,679 мільярда юанів, а Ян отримала нагороду «Найпопулярніша актриса другого плану» на 16-му студентському кінофестивалі в Гуанчжоу. Вона також була номінована на нагороду за найкращу жіночу роль другого плану на 35-й церемонії вручення премії « Сто квітів» та 11-му Міжнародному кінофестивалі в Макао за свою гру. Того ж місяця вона знялася в кримінальному фільмі «Тіла у спокої», зігравши вченого-криміналіста. Потім вона знялася в романтичній драмі про захист навколишнього середовища «Мій хлопчик Мауглі», де зіграла керівника відділу маркетингу.

24 січня 2020 року Ян виконала «Meeting in 20 Years Again» разом з Анжелою Чжан, Сю Цзивей і Роєм Ваном на гала-концерті CCTV Spring Festival . 1 жовтня вона знялася в епізоді «Останній урок» режисера Сюй Чжена в рамках націоналістичного фільму " Мій народ, моя батьківщина " і заспівала рекламний OST «Моя батьківщина» для фільму. У листопаді вона знялася в Hear Her, першому монологічному серіалі в Китаї про права жінок. «Почуй її» засновано на форматі короткометражних фільмів BBC Studio « Уривки: моменти з життя жінок», продюсером і режисером яких виступила відома китайська актриса Чжао Вей . Її тематичний епізод називається «Wish for Love». 20 грудня «Охоронцем національних скарбів» Ян брала участь в епізоді третього сезону масштабного культурологічного дослідження CCTV-1 шоу " Національний скарб ".

### 2021-нині
У лютому 2021 року Ян зіграла гостьову роль у Dt.Appledog's Time, сиквелі її хіт-драми Go Go Squid! . У травні вона брала участь у детективному реаліті-шоу iQIYI «Пригоди детективів» . 1 липня Ян взяв участь у «Великій подорожі», масштабній епічній театральній виставі на честь 100-ї річниці заснування Комуністичної партії Китаю, і зіграв в інавгураційній сценці «Світанок» разом з кількома іншими артистами. 15 листопада 2021 року Ян Цзи опублікувала пост у соціальних мережах, оголосивши, що шестирічний контракт з H&R Century Pictures не буде продовжено, і 16 листопада вона заснувала свою особисту студію. У листопаді вона зіграла головного психолога Хе Дуна в міській драмі " Психолог ", телевізійній адаптації роману Бі Шуміна «Жіночий психолог» 2007 року, знятого режисером, який увійшов до шорт-листа премії «Оскар» Сем Куа.
4 січня 2022 року Ян взяв участь в епізоді 4 сезону «Радіо мрії» People's Daily: «Китайська молодь» як запрошена ведуча, щоб популяризувати Зимові Олімпійські ігри в Пекіні зі спортсменом-золотим олімпійським призером Лі Цзяньжоу . 15 лютого вона приєдналася до «Olympic Report Star Radio» Tencent для Зимових Олімпійських ігор 2022 року та Зимових Паралімпійських ігор 2022 року. У березні вона знялася в романтичній драмі "Клятва кохання ", зігравши віолончелістку. Серіал мав комерційний успіх і був трансльований понад 3,8 мільярда разів під час трансляції та отримав нагороду Tencent Business Breakthrough Award, одну з найвищих нагород рівня платформи. У липні вона знялася в драмі Xianxia Immortal Samsara, зігравши фею лотоса. Серіал мав комерційний успіх і очолив різні рейтинги веб-драм і отримав похвалу за багате зображення світу Сянься та традиційної китайської культури як усередині країни, так і за кордоном.

Серед її майбутніх робіт — кримінальний трилер " Полювання на наркотики «, у якому вона грає роль поліцейського, що бореться з наркотиками, та історична фентезійна драма „Втратила тебе назавжди“ .

## Інші види діяльності
28 травня 2019 року Ян представила свою воскову фігуру в Музеї мадам Тюссо в Пекіні на церемонії відкриття. У вересні 2021 року Ян був оголошена однією з 6 рекомендованих спеціалістів для серії IP уособлення міста , який представляє Пекін. Bigeye Comics і Weibo Animation співпрацювали, щоб випустити комікси Ян і Ян Бо  під назвою Yang Zi X Yan Bo „Hutong Projector“.

### Посольства та суспільні праці

#### WildAid
— Янг до WildAid
Ян є послом WildAid у Китаї з 2019 року. 20 грудня 2019 року Ян брала участь у благодійному проєкті „Зелений спосіб життя“, спільно створеному China Youth Daily, China Youth Online і WildAid, і служила послом сприяння громадському добробуту „Зелений спосіб життя“. У листопаді 2020 року Ян була оголошений послом благодійної організації WildAid, яка виступає за захист дикої природи. 30 квітня 2021 року WildAid і Китайська асоціація охорони дикої природи спільно запустили в Китаї нову рекламну рекламу та рекламний щит під назвою „Поверни додому спогади, а не жалі“. Нова кампанія, очолювана Янгом, закликає сім'ї не купувати слонову кістку та інші продукти дикої природи як сувеніри напередодні Першотравня, піку відпустки та періоду подорожей у Китаї.
Вона також додає свій голос програмі WildAid для слонів, беручи головну роль у кампанії „Будь їхнім зразком для наслідування“, яка просить батьків своїми діями подавати хороший приклад для наступного покоління, не споживаючи слонову кістку та інші продукти дикої природи. У зв'язку з відкриттям Конференції сторін Конвенції про біологічне різноманіття 11 жовтня в Куньміні, Китай, WildAid, China Environmental News і Китайська асоціація охорони дикої природи запустили нову серію рекламних щитів із зображенням Яна та 3 інших послів WildAid. Вона очолила кампанію зі збереження біорізноманіття COP15, допомагаючи інформувати громадськість про серйозні наслідки втрати біорізноманіття та закликаючи громадськість вжити заходів для захисту біорізноманіття, відмовившись від незаконної торгівлі дикими тваринами.

#### Інші роботи
У березні 2011 року вона була послом кохання благодійної акції „Серце дівчини“, метою якої є піклування про зростання дівчаток-підлітків у мільйонах сімей Китаю. Тоді вона брала участь у благодійному проєкті „Ми поділяємо блакитне небо“. 22 квітня 2012 року вона брала участь у 8-му Пекінському молодіжному благодійному кінофестивалі як посол іміджу. У липні 2013 року Ян працювала послом іміджу китайської програми Health Guidance Student Vision Health Guidance Student Vision і заохочувала студентів робити вправи для очей.
У квітні 2017 року її було оголошено Послом розумних дій Китайського фонду для дітей і підлітків. Потім вона брала участь у проекті, спонсорованому Китайським фондом подолання бідності та Китайським фондом захисту навколишнього середовища під назвою „Назустріч екологічній цивілізації, привітання піонерам із захисту навколишнього середовища“ як представник громадського добробуту. 9 вересня 2017 року Ян приєднався до благодійного вечора BAZAAR Stars, щоб зібрати гроші для проєкту швидкої допомоги Bazaar „Прискорення заради любові“.

У січні 2018 року Ян брала участь у проєкті „Поштовий пакет для матері“ Китайського жіночого фонду розвитку як посол благодійності, щоб допомогти матерям і сім'ям у бідних районах. Того ж місяця вона взяла участь у „Our New Era“, рекламі суспільної музичної служби, створеній Національним управлінням радіо і телебачення для просування молодіжних і китайських фільмів, і записала пісню під назвою „Thumbs Up For The New Era“ і брала участь у її MV знімається разом з 20 іншими артистами. 6 серпня вона брала участь у проєкті „For Hope+1“, організованому Китайським жіночим фондом розвитку для допомоги дітям із сЮІА. Тоді вона приєдналася до кампанії „Моє рідне місто і я“, спільно ініційованої Центральним комітетом Комуністичної молодіжної ліги Китаю та Weibo, щоб допомогти боротися з бідністю.
У жовтні 2018 року Ян була оголошена Національним захисником психічного здоров'я. В Instagram вона боала участь у благодійному проєкті „Watch Hunger Stop“. У листопаді вона приєдналася до People's Daily, щоб відзначити 40-річчя реформи та відкриття діяльності „Китай має мене“. Тоді 16 листопада вона брала участь у святкуванні реформи та відкритості, спільно створеному Пекінським комітетом Комуністичної ліги молоді Китаю та China Youth Daily, записала пісню „The Future Me“ та взяла участь у зйомках її MV.

У січні 2020 року Національний центр боротьби з шахрайством оголосив Янга своїм послом-опікуном. 9 березня Ян брала участь у заході „Місяць популяризації науки в Китаї“ і була послом науки проти епідемії Місяця популярної науки в Китаї. У квітні вона брала участь у протиепідемічних заходах Всесвітньої організації охорони здоров'я . 17 жовтня, у 7-й Національний день боротьби з бідністю, її запросили працювати захисником Китайського фонду боротьби з бідністю, щоб допомогти подолати бідність. 28 серпня 28 Верховний народний суд і Народний суд випустили міні-відео про популярність Закону про громадське благодійність Цивільного кодексу та запросили Яна взяти участь у міні-відео, щоб пояснити правила як перший у Китаї „Цивільний кодекс“. Посол».
У січні 2021 року Ян об'єдналась з благодійним фондом Han Hong Love Charity Foundation разом із понад 40 волонтерами-знаменитостями, щоб підтримувати захист і практику суспільного добробуту в усьому світі. У лютому її запросили взяти участь у серії відеозаходів, як одного зі спостерігачів за правом у Верховному народному суді . 11 березня її було оголошено першим «Амбасадором благодійності Кампусу» 11-ї Національної молодіжної акції «Прийняття зелених рослин». 12 квітня Янг оголосили промоутером освіти з кібербезпеки на 6-му Дні освіти з національної безпеки.

Потім американський косметичний бренд Origins і представник їхнього бренду Янг спільно запустили в Китаї діяльність із захисту навколишнього середовища в рамках Місяця Землі. 1 грудня Янг і Психолог об'єдналися з ЮНЕЙД для кампанії з поширення інформації про СНІД до Всесвітнього дня боротьби зі СНІДом у 2021 році. 4 січня 2022 року Ян приєдналась до Фонду соціального забезпечення Китаю як один із представників суспільного добробуту проекту «План теплих сердець — любов до фермерів».

### Живі виступи
16 вересня 2017 року Ян з'явився як спеціальний гість на 10-му ювілейному концерті Vision Wei в Пекіні, виконавши разом зі співаком «Looking for Someone» і «Our Little World». 31 грудня Ян взяла участь у передноворічному концерті Hunan TV і виконала пісню під назвою «Unsullied», яка є першою темою її драми «Попіл кохання» . 5 лютого 2019 року Ян з'явилася на Пекінському телевізійному весняному гала-фестивалі та заспівала пісню «Childhood» з трьома іншими артистами. 31 грудня вона брала участь у передноворічному концерті Hunan TV і виконала пісню «Possible Night».
25 січня 2020 року Ян брала участь у Пекінському телевізійному весняному фестивалі 2020 року разом зі своїми колегами з «Вдома з дітьми» та виконала пісню під назвою «Beijing, My Love». 30 вересня вона взяла участь у гала-концерті CCTV National Day 2020 і заспівала пісню «Upward Light». 17 жовтня Ян брала участь у святкуванні 70-ї річниці Пекінської кіноакадемії та виступила з промовою. 31 грудня вона брала участь у передноворічному концерті Dragon TV, виконавши «Unsullied», «One person Likes One Person», «Milk Bread» і «Us», OST її драми Ashes of Love, The Oath of Love, Go Go Squid! та Ода до радості відповідно.

4 травня вона брала участь у програмі ЦТК «Боротьба за молодь — 2021, 4 травня, спецпрограма Дня молоді» та виконала пісню «Пейзажний живопис». 31 грудня 2021 року Ян брала участь у передноворічному концерті Hunan TV і виконала пісню «The Guardian of Princess Wendy». 3 травня 2022 року вона брала участь у телевізійній програмі Henan TV «Хай живе молодь» — спеціальна програма Дня молоді 4 травня 2022 року.

## Громадський образ

### Вплив
У вересні 2016 року опитування, проведене газетою Southern Metropolis Daily серед 173 мільйонів користувачів мережі та 110 професійних медіа та інсайдерів, Ян було обрано однією з чотирьох Данових актрис покоління після 90-х разом із Чжоу Дунью, Гуань Сяотоном і Чжен Шуаном. У 2017 році Ян зайняла 73 місце в рейтингу Forbes China Celebrity 100. Forbes China включив Янга до свого списку 30 до 30 Азія 2017, який складався з 30 впливових людей віком до 30 років, які мали значний вплив у своїх галузях. У липні 2019 року після Go Go Squid! став масовим хітом, iQiyi нагородив Янг вимпелом KPI锦鲤. 6 грудня Ян була нагороджена iQiyi Scream Goddess на 8-му iQiyi All-Star Carnival . У 2019 році вона посіла 24 місце в рейтингу Forbes China Celebrity 100 і 13 місце в 2020 році.
3 січня 2020 року газета The Beijing News вибрала Ян найкращою людиною року у сфері розваг у 2019 році .  11 січня вона вперше була нагороджена королевою Weibo на церемонії нагородження Weibo Awards . 7 травня Powerstar China назвала її найвпливовішою актрисою 2019 року. Ян увійшов до списку Forbes Asia 100 Digital Star, який включає 100 митців з усього Азіатсько-Тихоокеанського регіону, які змогли залишатися активними, підвищувати обізнаність і вселяти оптимізм, незважаючи на скасування фізичних заходів під час пандемії COVID-19 . Weibo Entertainment оголосила Янга найкомерційнішою зіркою 2020 року У 2021 році вона посіла 8-ме місце в рейтингу Forbes China Celebrity 100 . На церемонії нагородження Weibo Awards Ян вдруге отримала нагороду Weibo Queen .

Станом на вересень 2022 року Ян має понад 60 мільйонів підписників на китайській платформі мікроблогів Weibo . Її тема на Douyin перевищила 85 мільярдів переглядів, що зробило її першою актрисою та єдиною актрисою після 90-х років, якій це вдалося.